# Flesh Cathedral
Flesh Cathedral (с англ. — «Храм плоти») — дебютный студийный альбом исландской блэк-метал-группы Svartidauði, выпущенный 3 декабря 2012 года на лейбле Terratur Possessions. Альбом был положительно воспринят музыкальной прессой, которая отмечала мрачную и таинственную атмосферу песен. Британским журналом Kerrang! Flesh Cathedral был признан одним из величайших блэк-метал-альбомов XXI века.

## Об альбоме
Работа над альбомом началась в 2008 году и продолжалась вплоть 2011 года. В начале 2011 года группа начала запись Flesh Cathedral в Manus Nigra Studios в Рейкьявике. На запись всех партий ушло около 12 дней. Группа заявляла, что записала 4 часа эмбиента, который на альбоме играет в промежутках между песнями. Музыканты планировали выпустить его отдельным релизом, но в итоге отложили эту идею.
По словам лидера группы Стурла Видара, на обложке Flesh Cathedral (которую он называет родовым гербом группы) чаша воплощает в себе женские качества, а ворон — мужские, а над ними возвышается «око просветления». Альбом же в целом олицетворяет конец света, тогда как следующий релиз группы, мини-альбом The Synthesis of Whore and Beast, представляет собой «концепцию нового мира/эона — магического ребенка».

## Реакция критиков
Альбом получил положительные отзывы от профессиональных музыкальных критиков, хотя отмечалось, что наибольший отклик Flesh Cathedral получил в андеграунд-среде. Вольф-Рюдигер Мюльманн в своём обзоре для немецкого журнала Rock Hard оценил альбом на 8.5 баллов из 10, отметив, что после Í Blóði og Anda от Sólstafir Flesh Cathedral является наиболее примечательным блэк-метал-релизом из Исландии. Редактор интернет-портала MetalSucks Грим Ким поставил данный альбом на второе место в своём топе «15 лучших метал-альбомов 2012 года», отметив творческий подход к написанию песен. В 2020 году журнал Kerrang! включил Flesh Cathedral в список «13 величайших блэк-метал-альбомов XXI века». Журнал охарактеризовал альбом как «мрачно хаотичную, но сохраняющую хирургическую точность, бездну», являющейся при этом «грубой и заманчивой».

## Список композиций
| №                   | Название                  | Перевод названия         | Длительность |
| ------------------- | ------------------------- | ------------------------ | ------------ |
| 1.                  | «Sterile Seeds»           | «Стерильные семена»      | 15:32        |
| 2.                  | «The Perpetual Nothing»   | «Вечное ничто»           | 10:34        |
| 3.                  | «Flesh Cathedral»         | «Храм плоти»             | 11:25        |
| 4.                  | «Psychoactive Sacraments» | «Психоактивные таинства» | 18:37        |
| Общая длительность: | Общая длительность:       | Общая длительность:      | 56:08        |

## Участники записи
Svartidauði
- Стурла Видар (Sturla Viðar) — вокал, бас-гитара
- Нёккви Гилфасон (Nökkvi Gylfason) — гитара
- Тоурир Гардарссон (Þórir Garðarsson) — гитара
- Магнус Скуласон (Magnús Skúlason) — ударные

Производственный персонал
- Стивен «Wann» Локхарт — продюсирование, запись, сведение, мастеринг
- Антти Салминен (на альбоме указан как Babalon Graphics) — обложка